# Cairn de Îlot-de-Roc’h-Avel

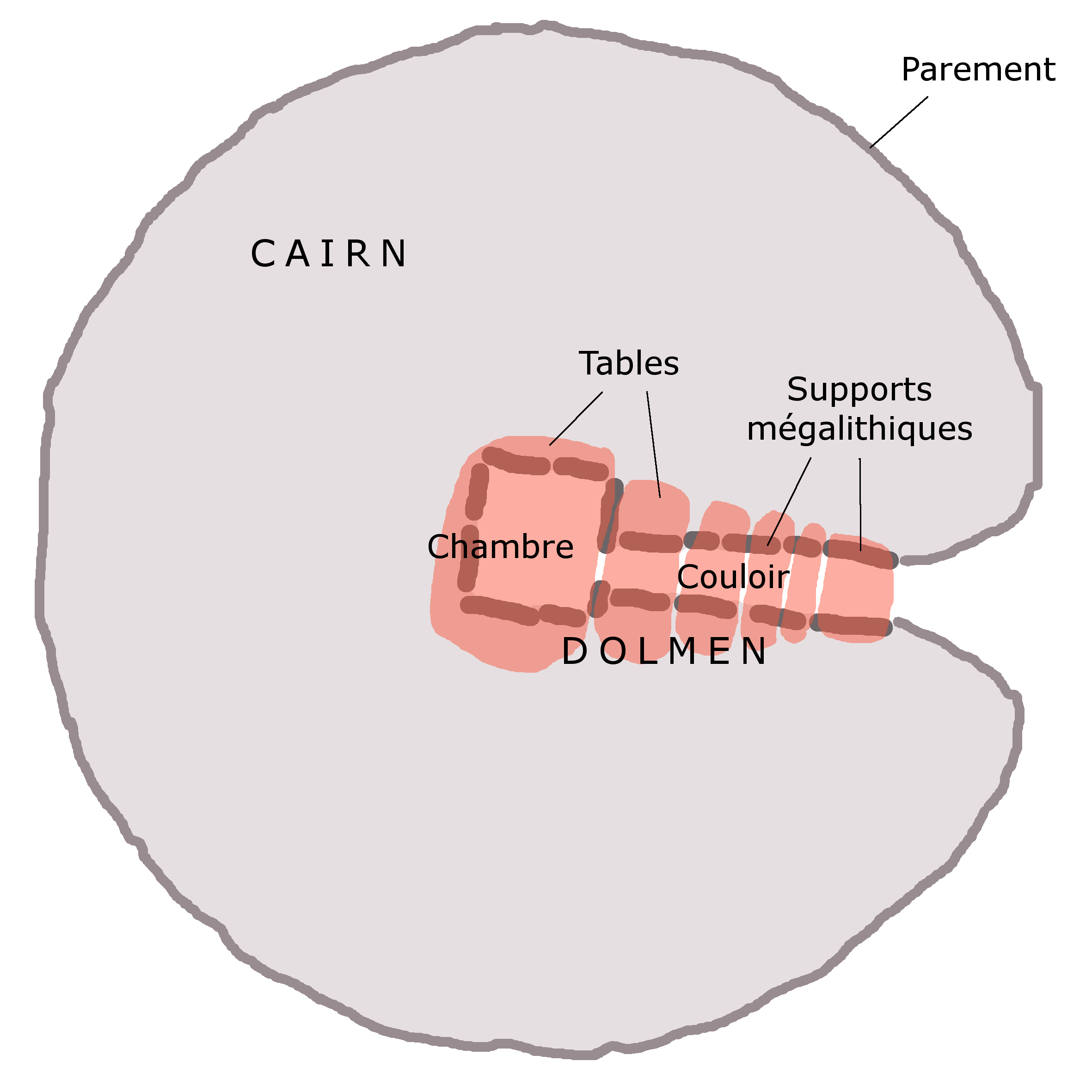
Idealtypischer „Dolmen mit Gang“ hier im Tumulus

Der Cairn de Îlot-de-Roc’h-Avel (auch Cairn Coupé en Deux Par les Hautes Mers genannt) liegt auf der namengebenden Insel Roc’h-Avel bei Landéda vor der Küste der Presqu’ile Ste-Marguerite im Département Finistère in der Bretagne in Frankreich.
In der Nähe von Landéda gibt es einige kleine Gezeiteninseln, die bei Ebbe zu Fuß zu erreichen sind. Die Îlot Roc’h-Avel ist vom Strand von Kerennoc aus zugänglich. Auf den Inseln gibt es Cairns, Dolmen à couloir und andere Steindenkmäler.
Auf Roc’h Avel liegen zwei Cairns. An der Westspitze der Insel liegen die Überreste des etwa 24,0 m langen Steinhügels, zur Hälfte auf der Insel und zur Hälfte im Meer. Auf der Seeseite ist die erhaltene Hälfte der Trockensteintholos einer Kammer zu erkennen. Ein paar große Steine liegen verstreut an der Küste, die zu einer weiteren Kammer passen.
Ein Stück landeinwärts liegt ein Steinhügel von 1,5 m Resthöhe und etwa 15,0 m Durchmesser, in dem die Reste einer Kammer sichtbar sind. 
Die Cairns waren Gegenstand ausführlicher Beschreibungen von E. Morel und wurden im Jahr 1979 von Pierre-Roland Giot (1919–2002), Bernard Hallégouet und J.-L. Monnier ausgegraben, wobei die Existenz zweier Gräber in jedem der Steinhügel bestätigt wurde. Einige Feuersteinstücke, Keramikscherben und Knochen wurden entdeckt.